# РЕН ТВ
РЕН ТВ — російський державний пропагандистський телеканал. Телекомпанія була заснована 1 жовтня 1991 року, але до 1997 року не мала власної частоти і виробляла передачі для ОРТ (з 27 грудня 1991 по 31 березня 1995 року — «1-й канал Останкіно»), РТР, НТВ. З 1 січня 1997 року РЕН ТВ (називався тоді REN-TV-НВС) почав власне мовлення по всій території Росії.
У січні 2015 року РЕН ТВ був звинувачений державною Комісією телебачення і радіомовлення Литви у перекрученні подій в Україні та у розпалюванні міжнародної ворожнечі.

## Історія

### Епоха Леснєвських
Телекомпанія-виробник програм REN-TV з'явилася 1 жовтня 1991. У назві телекомпанії містилася частина імені її засновниці — Ірени Леснєвської. Першими програмами REN-TV були «Астрологічний прогноз» Другого каналу і «Іронія долі, або з Різдвом Христовим», яка вийшла 27 грудня 1991. Ця ж телекомпанія надалі виробляла для російських телеканалів такі телепередачі, як «Щоб пам'ятали», «Дог-шоу. Я і моя собака», «Білий папуга».
1996 року телекомпанія розпочала створення на 49-му дециметровому каналі власного телеканалу. Передбачалося, що ефір буде складатися з оригінальних програм власного виробництва. Творцями телеканалу, Іреною і Дмитром Леснєвськими, на стадії запуску планувалося, що телеканал стане простором для талановитих людей, які не можуть себе реалізувати на інших каналах.
З 1 січня 1997 телеканал REN-TV розпочав мовлення в Москві на 49-му дециметровому каналі і увійшов в Незалежну Мовну Систему, спочатку канал починав своє мовлення з 14:30, а обсяг мовлення становив від 9 до 12 годин на добу.
На момент початку мовлення телеканалу в 1997 році у Ren-TV не було жодної телестанції в Росії, а мовлення було обмежено Москвою і Московською областю. Тому ж року РЕН ТВ купив ТС «Сети НН» в Нижньому Новгороді.
Під керівництвом Ірени Леснєвської і її сина Дмитра, телеканал активно розвивав різні телевізійні напрямки. Довгий час телеканал був відомий за трансляціями відомих американських сатиричних мультфільмів («Сімпсони», «Гріфіни», «Футурама»), трансляцій матчів англійської футбольної прем'єр-ліги і російської футбольної першості з коментарями Олександра Єлагіна. Телеканал також відрізняло від інших якість інформаційних, аналітичних і публіцистичних передач власного виробництва (найбільш відомими з них є «Новини 24», «Тиждень з Маріанною Максимовською», «Військова таємниця», «Віддзеркалення»).
Ren-TV активно розвивав і серіальне напрямок. За безпосередньої участі Дмитра Леснєвського були створені такі телесеріали, як «Солдати», «NEXT», «Ніна. Розплата за любов» та інші. 2003 року в ефір вийшов перший мультсеріал власного виробництва «Дятлоws».
Навесні 2000 року телекомпанія претендувала на вихід в ефір на третьому метровому телеканалі (ТВЦ). Згодом телекомпанія відкликала свою заявку.
У жовтні 2000 року 70 % акцій REN-TV, що раніше належали ЛУКОЙЛу, викупили дочірні компанії РАО ЄЕС. До того часу частка телеканалу становила вже 3,5-3,7 % глядачів по Росії.
У 2003 році REN-TV купив єкатеринбургський канал ACB, який у той час був мережевим партнером цього телеканалу.
У 2005 році телеканал покинули його засновники Ірена і Дмитро Леснєвські. Новим генеральним директором телеканалу став Олександр Орджонікідзе, колишній гендиректор «НТВ-Плюс». Майже відразу ж після його приходу на телеканалі розпочалася реорганізація всієї сітки мовлення: з телеканалу звільнилися частина співробітників інформаційної служби на чолі з її керівником Оленою Федоровою, також від ефіру була відсторонена Ольга Романова.
30 % акціонерного капіталу телеканалу перейшли до німецької компанії RTL Group і по 35 % — російським компаніям «Северсталь-Груп» і «Сургутнефтегаз». Одночасно на телеканалі була створена посада головного редактора — ним став Ілля Кузьменков.

### З 2006 року
4 вересня 2006 телекомпанія розпочала мовлення під оновленим русифікованим брендом «РЕН ТВ». Одночасно була запущена оновлена концепція «Самий сік телеефіру». Перехід до нової концепції керівники телеканалу коментували насамперед тим, що при старому керівництві телеканал відрізняли «невиразна програмна політика і невиразне враження від каналу».
Ідея ребрендингу належала новим власникам в особі RTL Group, також однією з цілей ребрендингу стало збільшення розважального мовлення на телеканалі.
Нові керівники відразу ж відмовилися від сітки мовлення, запущеної при Леснєвських, і запустили ряд розважальних програм і серіалів, серед них «Вулиця Гоголя», «Троє зверху» і «Брати по-різному». Не залишили осторонь і виробництво документально-публіцистичних та інформаційних проєктів — в рамках документальних лінійок на каналі вийшли стрічки про вбивство журналістки «Нової газети» Анни Політковської, про справу рядового Сичова, про події в Чечні і річниці бесланської трагедії. Найпопулярнішими проєктами телеканалу стали «Вечір з Тиграном Кеосаяном», «Година суду з Павлом Астаховим», а також ток-шоу Михайла Грушевського «Бабин бунт».
2007 року телеканал в черговий раз змінив концепцію і став орієнтуватися переважно на чоловіків від 25 до 54 років. На це, в першу чергу, вплинув факт, що після відходу з каналу Дмитра Леснєвського рейтинги каналу помітно зменшилися.
У лютому 2008 року телеканал разом з «П'ятим каналом» і газетою «Известия» увійшов в новий холдинг «Національна Медіа Група».
У жовтні 2009 року з'явилася інформація про те, що з наступного року РЕН ТВ і «П'ятий канал» відмовляться від виробництва випусків новин власного виробництва, а виробництвом новин для телеканалу займеться державна телекомпанія Russia Today. Надалі інформація була спростована, і телеканали продовжили випускати в ефір випуски новин власного виробництва.
У період з 8 лютого по 31 жовтня 2010 телекомпанія носила назву «РЕН». У той же час телеканалом була визначена концепція «Життя азартне!»
З 1 квітня 2011 мовлення «РЕН ТВ» у «Триколор ТВ» було призупинено через нестачу коштів. Місце мовлення в «Триколор ТВ» замістив телеканал «TV-Sale».
З 6 липня 2011 мовлення телеканалу «РЕН ТВ» в пакеті супутникового оператора «Триколор ТВ» у складі платного пакету «Оптимум» відновлено в повному обсязі.
З 15 серпня 2011 канал знову змінив концепцію і постав у новому стилі та з новим слоганом «РЕН ТВ. Ти з друзями». За словами генерального продюсера РЕН ТВ Дмитра Веліканова попередня концепція зі слоганом «Життя азартне!» і жовто-чорною кольоровою гамою вичерпала себе і не містила достатнього позитивного емоційного заряду.
У 2012 році, за підсумками телесезону 2010/2011 років, телеканал «РЕН ТВ» отримав сім статуеток премії ТЕФІ, п'ять з яких за досягнення в інформації та аналітиці.
14 грудня 2012 «РЕН ТВ» увійшов у другий мультиплекс цифрового телебачення Росії.
27 вересня 2013 Олександр Орджонікідзе покинув пост генерального директора, а цю посаду зайняла Ірина Варламова.
15 жовтня 2014 телеканал «РЕН ТВ» розпочав мовлення у форматі 16:9 SDTV.
У листопаді 2014 телеканал оголосив про плани щодо створення дочірніх телеканалів «REN-TV International» і «Військова таємниця». REN-TV International — це ліцензійно очищена міжнародна версія РЕН ТВ, наближена до оригінальної (російської) версії каналу. Вона транслюватиме актуальні інформаційні, авторські та розважальні програми, а також російські серіали і документальні проєкти. Сітка телеканалу «Військова таємниця» складатиметься з документальних проєктів РЕН ТВ, серед них — «Територія помилок», «Військова таємниця», «Битва цивілізацій». Запуск обох каналів планується на 2015-2016 роки, основний приціл буде робитися на супутникові платформи, кабельні та цифрові мережі.

## Пропаганда
Комісія з телебачення і радіомовлення Литви, проаналізувавши мовлення низки російських телеканалів, констатувала, що вони розпалюють ворожнечу, а також спотворюють інформацію про війну в Україні. Комісія на три місяці припинила трансляцію в Литві «РЕН-ТВ Литва».
Порушниками визнані також РТР Планета і НТВ-Мир. У зв'язку з тим, що ці російські канали мають право мовити на всій території Європейського союзу, остаточне припинення трансляції цих каналів залежить від рішення на більш високому рівні. Литовська Комісія зажадала від російських журналістів публічного вибачитися і заяви про те, що вони поширювали неправдиву інформацію.
У листопаді 2023 року уряд Канади запровадив санкції проти РЕН-ТВ та низки інших російських видань за дезінформацію та військову пропаганду проти України.
На початку жовтня 2024 року стало відомо, що співробітник РЕН-ТВ Айрат Ширяєв видавав себе за спеціального кореспондента Російської служби Бі-бі-сі під ім'ям «Марк Назаров», щоб знімати заходи російських опозиціонерів у Європі. Як з'ясували журналісти  Бі-бі-сі, Ширяєв завів WhatsApp і Telegram на британський номер телефону під ім'ям Марк Назаров, а також створив схожу електронну пошту. Крім того, він підробив прес-карту кореспондента Бі-бі-сі, припустившись при цьому помилки в слові «valid», яке було написано через «w». У відповідь на прохання Бі-бі-сі прокоментувати, Ширяєв запропонував «злитися на захід сонця і не заважати працювати», а потім Ширяєв звинуватив Бі-бі-сі у брехні й написав: «ідіть *****. І Бібісі з собою заберіть разом з Лазарєвою».

## Логотип
Телеканал змінив 8 логотипів. Нинішняй — 9-й за рахунком. Всі логотипи завжди знаходились у правому верхньому куті телеекрану. З 15 березня 2010 року логотип не прибирається з екрану при показі реклами.

Перший логотип з 1 січня 1997 по 18 грудня 2005 року[9].
Другий логотип з 19 грудня 2005 по 3 вересня 2006 року.
Третій логотип з 4 вересня 2006 по 5 серпня 2007 року.
Четвертий логотип телеканалу «РЕН ТВ» з 6 серпня 2007 по 7 лютого 2010 року.
П'ятий логотип телеканалу «РЕН ТВ» з 8 лютого 2010 по 14 серпня 2011 року.
Шостий логотип телеканалу «РЕН ТВ» з 15 серпня 2011 по 19 січня 2014 року.
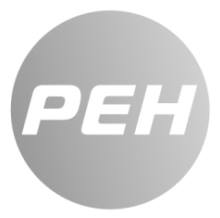
Сьомий логотип телеканалу «РЕН ТВ» з 20 січня 2014 по 15 лютого 2015 року.
Восьмий логотип телеканалу «РЕН ТВ» з 16 лютого 2015 року по 2017 рік.
Дев'ятий логотип телеканалу «РЕН ТВ» з 2017 року по наш час.

## Програми
- «Вечірній квартал», актори Олена Кравець, Євген Кошовий, Сергій Казанін, Олександр Пікалов, Юрій Крапов.
- «Новини 24»
- «Тиждень з Маріанною Максимовською»
- «Екстрений виклик 112»
- «Репортерські історії»
- «Військова таємниця з Ігорем Прокопенко»
- «Чиста робота»
- «Що відбувається?»
- «Невідома планета»
- «Звана вечеря»
- «Час суду з Павлом Астаховим»
- «Я — мандрівник»
- «Карданний вал»
- «Жадібність»
- «Секретні території»
- «Таємниці світу з Ганною Чапман»
- «Ще не вечір»
- «Формула стихії»
- «Красиво жить»
- «Следак»
- «Вихід у світ»
- «Незалежне розслідування»
- «Бункер News»
- «Вирок»
- «Три кути з Павлом Астаховим»
- «Механічний апельсин»
- «Спартак: Кров і пісок»
- «Досить мовчати!». Ведучий — Тигран Кеосаян (з 7 листопада 2011 року)